# 維利 (諾索夫卡區)
50°45′29″N 31°43′29″E / 50.75806°N 31.72472°E
維利（烏克蘭語：Вили），是烏克蘭北部的村莊，隸屬切爾尼希夫州的尼任區。該村始建於1939年，面積0.27平方公里，海拔高度134米，2001年人口24，人口密度每平方公里88.89人。